# Бельфегор

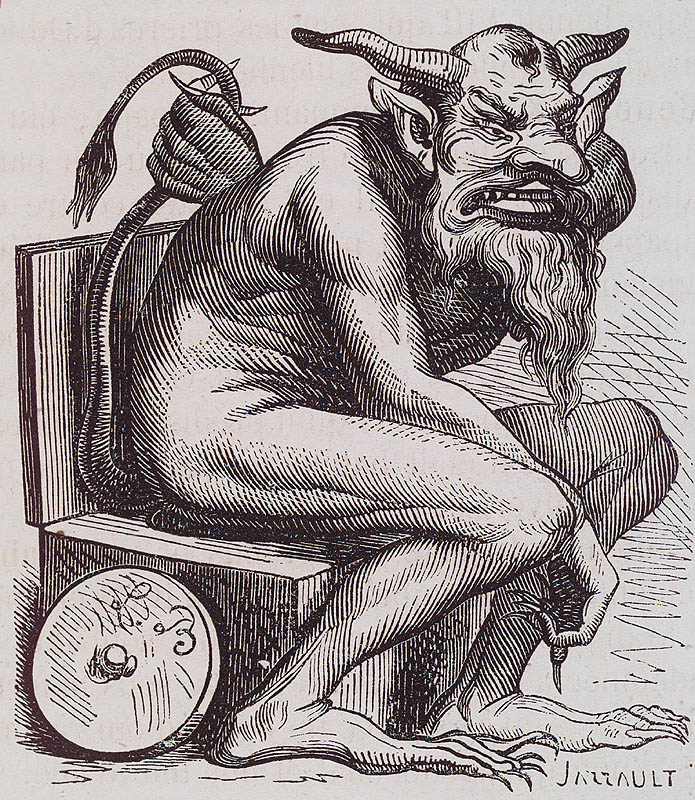
Бельфегор, иллюстрация книги Collin de Plancy’s «Dictionnaire infernal»

Бельфего́р, Веельфего́р (от ивр. בעל-פעור — «зияющая дыра») — архидемон, который часто фигурировал в средневековых мистериях.

## В Библии
В Ветхом Завете Веельфегор (Бельфегор) — имя божества, которому моавиты поклонялись на горе Фегор в городе Ситтиме (Пс. 105, 28; Числ. 25, 3; 25, 5; Втор. 4,3). Представление о неприличии ритуалов, связанных с этим идолом, восходит, вероятно, к Книге Пророка Осии: «…увидел Я отцов ваших, — но они пошли к Ваал-Фегору и предались постыдному, и сами стали мерзкими, как те, которых возлюбили» (Ос. 9:10). По этой причине народ Моисея истребил мадианитян, поклонявшихся Ваал-Фегору, и евреев, примкнувших к ним (Чис. 25, Чис. 31).

## В демонолатрии
В поздней каббале Бельфегор — один из десяти архидьяволов (тёмных сил), «гений открытий и изобретений». Бельфегор хорошо осведомлён в технологических вопросах и техническом прогрессе, который поддерживает. В распределении семи смертных грехов ему досталась лень. Бельфегор может принимать облик молодой привлекательной женщины, поэтому иногда его считают демоницей женского пола.
В демонологии Бельфегор является демоном, который помогает людям делать открытия. Он соблазняет людей, предложив им хитроумные изобретения, которые сделают их богатыми. Согласно некоторым демонологам XVI века, его сила особо велика в апреле. Епископ и охотник на ведьм Питер Бинсфельд утверждал, что Бельфегор соблазняет с помощью лени. Когда его вызывают, он может даровать богатство, открытия и хитроумные изобретения. Его дьявольская роль заключалась в том, чтобы посеять рознь между людьми и соблазнить их на зло вследствие распределения богатства.
В иерархии Иоганна Вейера («De Praestigius Daemonum», 1563) Бельфегор — посол ада во Франции. Он сеет среди людей раздоры, соблазняя их сокровищами и богатством. О том же говорит Колин де Планси в «Dictionnaire Infernal».
По преданию, Бельфегор был отправлен Люцифером из ада, чтобы узнать, действительно ли существует такая вещь на земле, как счастье в браке. Ранее слух о том достиг демонов, но они знали, что люди не могут жить в согласии. Опыт в мире, который приобрёл Бельфегор, скоро убедил его в том, что слух был необоснованным. Рассказ содержится в различных работах ранней современной литературы, поэтому имя Бельфегора применяется как синоним мизантропии и разногласий.

## В произведениях искусства
Бельфегор как литературный персонаж встречается в новелле Макиавелли «Чёрт, который женился» (1518), поэме «Потерянный рай» Мильтона и романах «Труженики моря» Виктора Гюго и «Бельфегор» Артура Бернеда.
Также Бельфегор встречается в других областях искусства, в частности, в фильме «Бельфегор — призрак Лувра». В его честь названа австрийская метал-группа Belphegor.
Польский самолёт WSK-Mielec M-15 получил неофициальное прозвище «Бельфегор» от польского лётчика-испытателя Анджея Абламовича за свой очень странный вид и вой реактивного двигателя.
Вецель (Wezel) Иоганн Карл, «Бельфегор, или Самая правдивая история на свете» («Belphegor, oder die wahrscheinlichste Geschichte unter der Sonne», 1776)